# Philoros scepsiformis
Philoros scepsiformis är en fjärilsart som beskrevs av H.Edwards 1887. Philoros scepsiformis ingår i släktet Philoros och familjen björnspinnare. Inga underarter finns listade i Catalogue of Life.